# ثيا بومان
ثيا بومان (بالإنجليزية: Thea Bowman) هي كاتِبة أمريكية، ولدت في 29 ديسمبر 1937 في يازو سيتي في الولايات المتحدة، وتوفيت في 30 مارس 1990 في كانتون في الولايات المتحدة بسبب سرطان.